# Berufshaftpflichtversicherung
Die Berufshaftpflichtversicherung ist eine Haftpflichtversicherung für bestimmte Berufe, die durch mögliche Fehlberatung ein erhöhtes Risiko, Vermögensschäden anzurichten, aufweisen. Dazu gehören etwa Rechtsanwälte (Berufshaftpflichtversicherung für Rechtsanwälte) und Rechtsbeistände, Steuerberater, Architekten und Ingenieure, Treuhänder und Ärzte, sowie Dolmetscher/Übersetzer. Deshalb müsste in diesem Zusammenhang statt von einer Berufshaftpflicht- eigentlich von einer Vermögensschaden-Haftpflichtversicherung die Rede sein.
Eine Betriebshaftpflichtversicherung kann sowohl allein als auch ergänzend zu einer „echten Berufshaftpflichtversicherung“ abgeschlossen werden. Eine Betriebshaftpflichtversicherung ist jedoch im Gegensatz zur Berufshaftpflichtversicherung lediglich für den Schutz eines Betriebes sinnvoll. Sie versichert das Unternehmen vor Vermögensschäden, welche aufgrund von Personen- oder Sachschäden verursacht wurden. Darüber hinaus sind Schäden, welche durch das alleinige Verschulden eines einzelnen Mitarbeiters entstehen, abgedeckt. Eine Betriebshaftpflichtversicherung bietet daher finanziellen Schutz vor Personen- und Sachschäden als auch vor Vermögensschäden (Bsp. Erwerbsausfall).

## Berufsgruppen mit Versicherungspflicht in Deutschland
Für einige Berufsgruppen ist der Abschluss einer Berufshaftpflichtversicherung vorgeschrieben.

### Rechtsanwälte
Nach § 51 Bundesrechtsanwaltsordnung müssen Rechtsanwälte für die Dauer ihrer Zulassung „eine Berufshaftpflichtversicherung zur Deckung der sich aus seiner Berufstätigkeit ergebenden Haftpflichtgefahren für Vermögensschäden“ abschließen.
- Versicherung muss Vermögensschäden gemäß § 278 oder § 831 des Bürgerlichen Gesetzbuchs begleichen
- Der Versicherungsvertrag hat einen Schutz auch bei Pflichtverletzung zu gewähren
- Die Mindestversicherungssumme liegt bei 250 000 Euro und kann innerhalb eines Versicherungsjahres auf den vierfachen Betrag begrenzt werden
- Die Haftung kann immer dann ausgeschlossen werden, wenn eine wissentliche Pflichtverletzung vorliegt[3]

### Ärzte
Vertragsärzte (einschließlich Psychotherapeuten) und Vertragszahnärzte müssen seit 20. Juli 2021 gemäß § 95e SGB V eine Berufshaftpflichtversicherung haben, die mindestens „drei Millionen Euro für Personen- und Sachschäden für jeden Versicherungsfall“ und mindestens sechs Millionen Euro pro Jahr abdeckt. Zuvor bestand schon eine Versicherungspflicht nach § 21 der (Muster-)Berufsordnung für die in Deutschland tätigen Ärztinnen und Ärzte (MBO-Ä), nach § 4 der Muster-Berufsordnung der Psychotherapeuten und nach § 4 Berufsmusterordnung der Bundeszahnärztekammer, musste jedoch nicht zwingend nachgewiesen werden.

### Architekten
Architekten sind in der Regel nach landesrechtlichen Vorgaben zum Abschluss einer Berufshaftpflichtversicherung verpflichtet. So heißt es beispielsweise in § 32 Abs. 2 des Gesetzes über die Architektenkammer Nordrhein-Westfalen und die Ingenieurkammer-Bau Nordrhein-Westfalen (Baukammerngesetz; BauKaG NRW), zu den Berufspflichten gehöre, „sich ausreichend gegen Haftpflichtansprüche zu versichern“.

## Überschneidungen in den Tarifbedingungen der Versicherer
In der Praxis kommt es häufig zu einer Vermischung der Begrifflichkeiten: Im Gegensatz zu einem umfangreichen Handwerksbetrieb könnte ein einzelner selbständiger Handwerker einen solchen Versicherungsschutz umgangssprachlich dennoch als Berufshaftpflichtversicherung bezeichnen wollen. Teilweise nehmen die Versicherer aus dieser Problematik heraus nicht einmal selbst eine korrekte Unterscheidung vor. Häufig bezeichnet sich eine Betriebshaftpflichtversicherung in den Versicherungsbedingungen selbst als Betriebs- und Berufshaftpflichtversicherung.
Im Vergleich zu Sachversicherungen, bei welchen man oftmals frei entscheiden kann, ob man sie abschließt, unterliegen spezielle Berufsgruppen der Pflichtversicherung. Somit darf ein Anwalt nicht seiner Berufung nachgehen ohne vorher eine Berufshaftpflichtversicherung abgeschlossen zu haben. Dabei spielt es keine Rolle, ob der Beruf als Teilzeit- oder Vollzeittätigkeit ausgeführt wird.

## Quelle
- Musterbedingungen vom GDV
- Versicherungsbedingungen